# یواس‌اس دیموس (ای‌کی-۷۸)
یواس‌اس دیموس (ای‌کی-۷۸) (به انگلیسی: USS Deimos (AK-78)) یک کشتی بود که طول آن ۴۴۱ فوت ۶ اینچ (۱۳۴٫۵۷ متر) بود. این کشتی در سال ۱۹۴۲ ساخته شد.